# Microcharon raffaellae
Microcharon raffaellae là một loài chân đều trong họ Microparasellidae. Loài này được Pesce miêu tả khoa học năm 1979.